# Bonifazio (cardinal, 1058)
Bonifazio, mort avant 1062,  est un  cardinal  de l'Église catholique. 

## Biographie
Bonifazio  est créé cardinal-prêtre le 14 mars  1058 par Étienne IX.